# Liverpool Waters

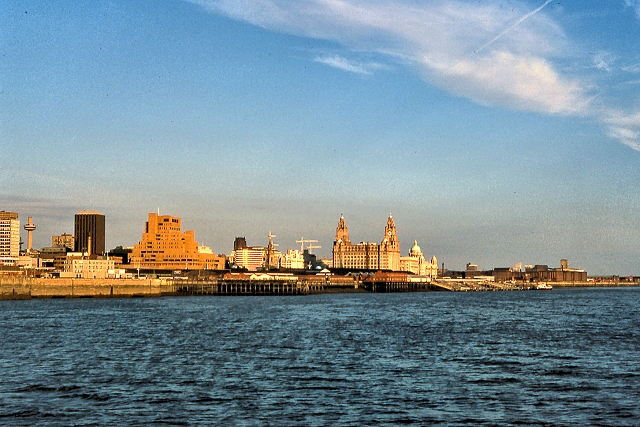
Liverpool Waters

Liverpool Waters je rozsáhlý zástavbový projekt navržený společností Peel Group v oblasti Vauxhall v anglickém městě Liverpool. Zástavba se měla týkat opuštěných liverpoolských přístavů severně od historické části Pier Head. V rámci výstavby bylo v plánu postavit devět tisíc bytů, stovky kanceláří, stejně jako hotely a bary. Nejvyšší budovy mají mít přes padesát podlaží. Vývojáři prohlásili, že může trvat i padesát let, než bude projekt dokončen. Je plánována také jednokolejová doprava spojující oblast s centrem města, stejně jako s letištěm.